# セルジャン・ユルドゥルム
セルジャン・ユルドゥルム（Sercan Yıldırım、1990年4月5日 - ）は、トルコ・ブルサ県オスマンガズィ出身の同国代表サッカー選手。ポジションはFW。

## 経歴
2004年からトルコのブルサスポルのユースチームでキャリアをスタートさせ、2007年にトップチームに昇格した。9月にイスタンブール・ビュユクシェヒルBSK戦でプロデビューを果たし、カスムパシャSK戦で初ゴールを記録した。2011年9月5日、ガラタサライSKに300万ユーロで移籍した。

## 代表歴
トルコ代表としてU-15代表からトルコの各世代別代表を経験し、2009年6月2日、親善試合のアゼルバイジャン代表戦でA代表デビューを果たした。9月5日、エストニア代表戦で初ゴールを記録した。

## 所属クラブ
- ブルサスポル 2007-2011
- ガラタサライ 2011-

→ スィヴァススポル 2013
→ シャンルウルファスポル 2013
→ ブルサスポル 2014
→ バルケスィルスポル 2014-2015
→ ブルサスポル 2015-2016
- ブルサスポル 2016-2019
- ギレスンスポル 2019
- ファティ・カラビュムリュクSK 2019
- クルシェヒル・ベレディイェスポル 2020-

## タイトル
クラブ
ブルサスポル
- トルコ・シュペルリガ 2010